# Projet de centrale nucléaire du Carnet
La centrale nucléaire du Carnet est un ancien projet d'implantation de centrale nucléaire sur la rive gauche de l'estuaire de la Loire, en aval de Nantes. Lancé à partir de 1974, celui-ci rencontra une forte opposition de la part de la population, et finit par être abandonné définitivement en 1997.

## Genèse du projet

### Le projet initial au Pellerin
En 1971, un tout premier projet, vite enterré, projetait l'implantation d'une centrale nucléaire entre Nantes et Angers, sur les communes de Montjean-sur-Loire et d'Ingrandes.
En 1973, après le premier choc pétrolier, la France décide de se doter de nombreuses centrales nucléaires pour pallier l'augmentation rapide du prix des hydrocarbures et se rendre moins dépendante vis-à-vis des produits pétroliers, et en particulier de l'OPEP. Le programme de construction de centrales, annoncé par Michel d'Ornano, ministre de l'Industrie, le 2 décembre 1974, comprend notamment trois sites dans les Pays de la Loire. Le 1er septembre 1976, un site situé à cheval sur les communes du Pellerin et Cheix-en-Retz, en banlieue nantaise, est retenu.
Un des objectifs de l'implantation d'une centrale nucléaire dans l'estuaire de la Loire était, en plus de l'alimentation en électricité des agglomérations de Nantes et Saint-Nazaire, la sécurisation de l'approvisionnement électrique de la Bretagne : en effet, la région est très sous-équipée en unités de production électrique et sa principale source d'approvisionnement est la centrale thermique (à flamme : charbon et fioul) de Cordemais (environ 2 500 MW de puissance), située sur la rive droite de la Loire,,.

### Les premières actions de protestation
Un mois après l'annonce du projet, le 9 octobre 1976, une première manifestation rassemblant 3 000 personnes a lieu ; le 29 octobre de la même année, le conseil municipal du Pellerin rejette le projet par 18 voix contre et deux pour. En janvier 1977, les agriculteurs dont les terrains sont visés par le projet s'associent pour créer un groupement foncier agricole afin de rendre l'achat des terrains par EDF plus difficile et plus long. Sept des douze maires concernés par le projet refusent d'afficher la publicité légale concernant l'enquête publique. Cette dernière est tout de même lancée le 31 mai, mais dans un fort climat d'hostilité.
L'enquête publique se termine sur 95 avis favorables contre 30 000 avis défavorables, ce qui n'empêche pas les commissaires de l'enquête de conclure par un avis favorable. Le 12 octobre 1978, cet avis favorable est entériné par le Conseil d'État, ce qui provoque la démission des conseillers municipaux du Pellerin et de Cheix-en-Retz, pendant que d'octobre à juin d'importantes manifestations rassemblent entre 6 000 et 10 000 personnes. Entretemps, le premier ministre Raymond Barre signe le décret d'utilité publique le 10 janvier 1979. François Mitterrand, candidat à l'élection présidentielle de 1981, se prononce contre le projet, qu'il gèle aussitôt élu, avant de lancer une consultation. Le résultat de celle-ci reflétant une majorité d'opposition à la centrale, un décret d'abrogation est signé par Pierre Mauroy, premier ministre, le 12 avril 1983.
Ces actions se déroulent en même temps que l'affaire de Plogoff, un projet concomitant d'implantation de centrale nucléaire à Plogoff, en bord de la baie d'Audierne, près de la pointe du Raz. Comme au Pellerin, la protestation populaire fait reculer les autorités décidées à implanter une centrale nucléaire.

## Le projet du Carnet

### Un nouveau site proposé

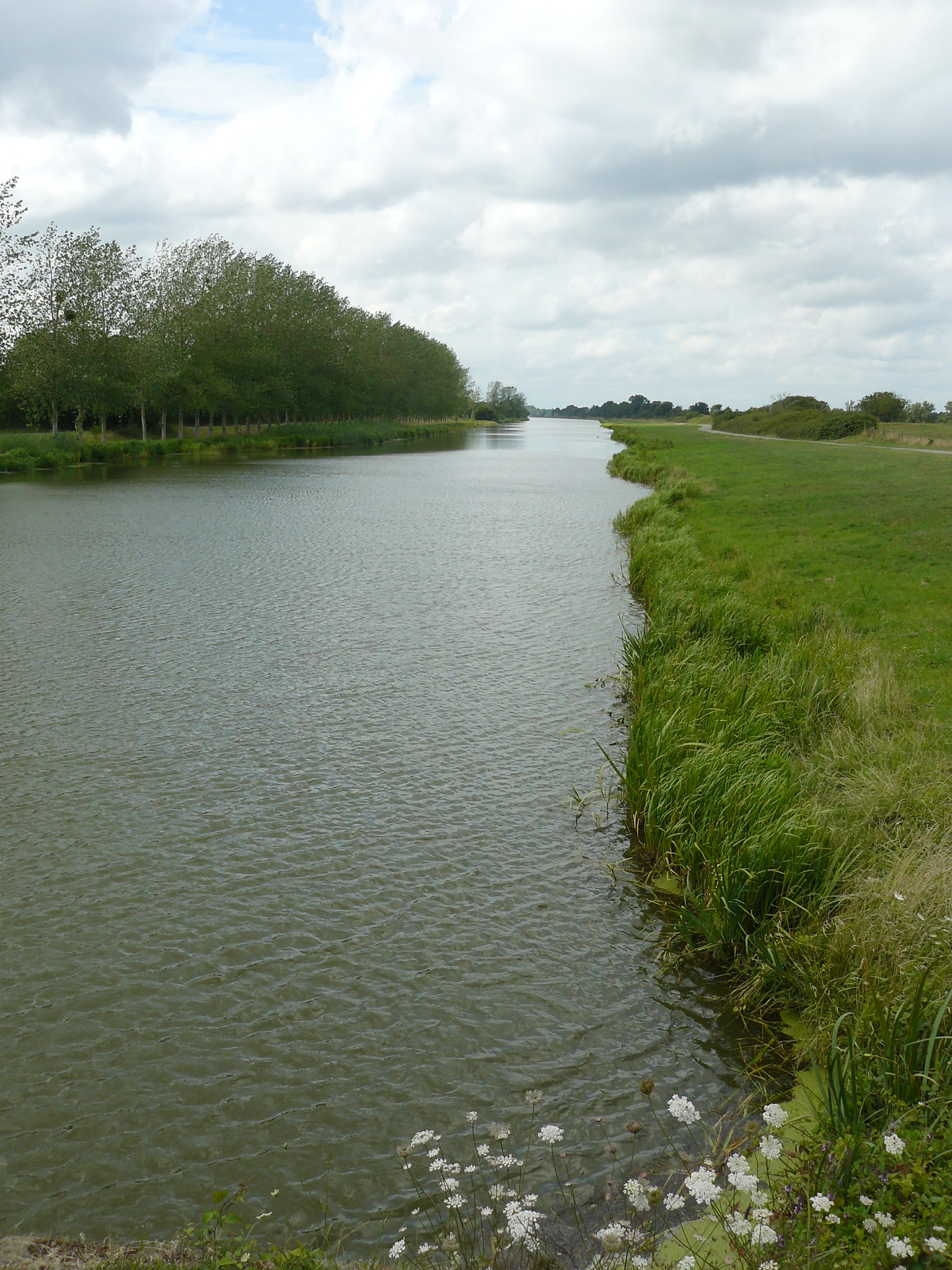
Le Canal de la Martinière, à Frossay.

Toutefois, en parallèle, des études sont lancées en 1981 pour construire une autre centrale plus en aval, dans une zone moins densément peuplée ; et le site du Carnet (sur les communes de Saint-Viaud et Frossay) commence à être étudié. Celui-ci se trouve sur la rive gauche de l'estuaire de la Loire, entre l'entrée du canal de la Martinière et la ville de Paimbœuf, à 7 kilomètres en aval de la centrale thermique de Cordemais, positionnée quant à elle en rive opposée. Ce second projet, s'il rencontre à son tour l'hostilité d'écologistes, reçoit un accueil plutôt favorable des conseils municipaux de Frossay et de Saint-Viaud, ainsi que du conseil général de la Loire-Atlantique, et même d'une bonne partie de la population : ainsi, le 6 juin 1982, les habitants de Paimbœuf — où se trouve l'usine CEZUS spécialisée dans la fabrication de tubes en alliage de zirconium — se prononcent à 80 % en faveur du projet.
En janvier 1983, un dossier d'enquête publique concernant le projet du Carnet est déposé par EDF, et la première pierre de la centrale est posée symboliquement par la CGT le 18 février 1983. Cependant, cette volonté n'est suivie d'aucun lancement de travaux. En 1986, la cohabitation freine le projet, alors que le contre-choc pétrolier rend l'électricité atomique moins compétitive, poussant ainsi EDF à ralentir son programme nucléaire. Une enquête publique est ouverte du 1er juin au 31 juillet 1987 par le Premier ministre, Jacques Chirac, mais ne remporte que peu de succès : seuls 320 avis sont émis, 60 favorables et 260 défavorables. En conséquence, le 22 mars 1988, Jacques Chirac signe la déclaration d'utilité publique, valable cinq ans.

### L'enlisement du dossier
À partir de 1988, EDF commence à acheter les terrains en vue de la construction de la centrale, mais celle-ci ne démarre pas. Le 3 mars 1993, le premier ministre Pierre Bérégovoy proroge le décret de 1988 autorisant les expropriations.

### Les affrontements de 1996-1997
Du 18 juin au 18 juillet 1996, une enquête publique pour « le remblaiement des zones humides [51 hectares], pour la construction d'une centrale électrique, sur le site du Carnet » est ouverte. Un avis favorable est rendu, malgré 327 avis défavorables et seulement 7 avis favorables, qui suscite un tollé chez les écologistes. Officiellement, il ne s'agit plus d'implanter une centrale nucléaire, mais seulement de remblayer les terrains humides (qui appartiennent à EDF) en vue de construire ultérieurement une centrale, sans qu'il soit précisé si elle sera thermique à flamme ou nucléaire. Les travaux sont estimés entre 320 et 350 millions de francs, pour le déplacement de deux millions et demi de tonnes de matériaux.
Des manifestations et pétitions s'organisent dès le mois d'octobre, recevant notamment le soutien de la ministre de l'environnement Corinne Lepage, des maires de Nantes, de Saint-Nazaire et du Mans, respectivement Jean-Marc Ayrault, Joël-Guy Batteux et Robert Jarry. Malgré cela, Alain Juppé, premier ministre, autorise les travaux. En termes de mesures compensatoires, il octroie 50 millions de francs pour financer des travaux d’intérêt écologique sur le site. En mars 1997, les premiers engins de travaux cherchant à atteindre le site sont vandalisés par les antinucléaires.

### L'arrêt définitif du projet
En mai, le tribunal administratif de Nantes prononce un sursis à exécution pour les travaux de remblaiement, estimant insuffisants l'étude d'impact et les mesures compensatoires prévues.
Au même moment, alors que la campagne pour les élections législatives bat son plein, le même scénario qu'en 1981 se répète : face à une équipe de droite ayant favorisé le projet d'implantation, la gauche en campagne (en l'occurrence le futur premier ministre Lionel Jospin) se positionne contre le projet de centrale. Le jour du deuxième tour des élections, la plus grande manifestation a lieu : une chaîne humaine de 30 000 personnes se forme.

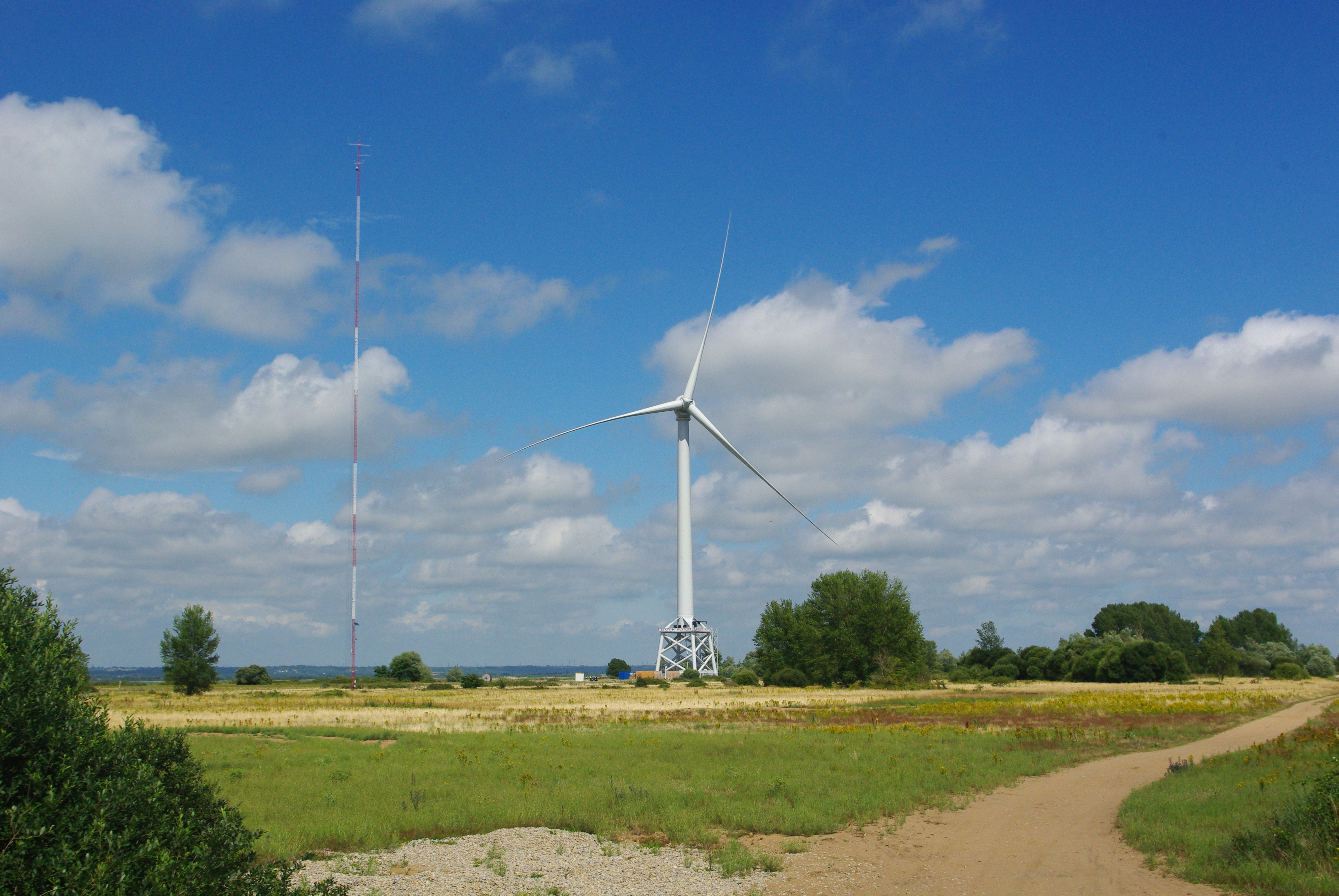
Le site en 2010, avec le prototype Haliade 150 d'éolienne en mer.

Le 17 septembre 1997, le premier ministre annonce que le « ministre de l'Économie, des Finances et de l'Industrie a demandé à EDF de renoncer » à son projet d'aménagement, à la satisfaction notamment de Dominique Voynet, ministre de l'environnement,.

## Le devenir du site
EDF a définitivement enterré le projet de centrale nucléaire au Carnet, cependant les terrains lui appartiennent toujours. L'estuaire de la Loire constitue un enjeu stratégique d'aménagement, face à la forte croissance de Nantes et au renouveau de Saint-Nazaire.
Au début des années 2000, il est évoqué d'y implanter une ferme photovoltaïque ou une unité de test pour des hydroliennes, ou encore une ferme éolienne comportant des prototypes de très grande taille.
Au début des années 2010, le site sert pour l'assemblage du prototype Haliade 150, d'éolienne qui servira au futur parc éolien au large de Saint-Nazaire et de la presqu'île guérandaise,.
En 2019, le Grand port maritime annonce vouloir créer un parc industriel « dédié aux éco-technologies marines » sur le site du Carnet, près de Frossay, en Loire-Atlantique. Cet aménagement fait partie des projets « clés en main » présentés par Emmanuel Macron en janvier 2020. La ZAD du Carnet occupe le site d'août 2020 à mars 2021, à la suite de quoi le projet est mis en pause.